# Drosophila senticosa
Drosophila senticosa este o specie de muște din genul Drosophila, familia Drosophilidae, descrisă de Zhang și Masanori Joseph Toda în anul 1995.
Este endemică în Taiwan. Conform Catalogue of Life specia Drosophila senticosa nu are subspecii cunoscute.